# ARA Punta Médanos (B-18)
El ARA Punta Médanos (B-18) fue un buque tanque de la Armada Argentina ocasionalmente al servicio de YPF. Fue asignado en 1950. Al momento de su incorporación a la fuerza fue el mayor buque logístico de la Flota de Mar.

## Características
El Punta Médanos contaba con un sistema de propulsión a vapor compuesto por calderas acuotubulares a fuel oil y turbinas compound a vapor que movían una única hélice central permitiendo alcanzar 17 nudos de velocidad.
Contaba además con un sistema de almacenamiento de cargas líquidas que le conferían gran flexibilidad en las maniobras de entrega de combustible a otras unidades navales, pudiendo efectuar las maniobras amarrado a muelle o estando fondeado; entregar a un buque por popa o amarrado a un costado y, en navegación, hasta dos buques a la vez, uno por cada costado, efectuando en simultáneo maniobras de traspaso de cargas livianas o pesadas.

## Historia
La construcción del buque se realizó por encargo argentino a astilleros ingleses el 10 de octubre de 1950 y entró en servicio al año siguiente siendo en ese momento el buque más veloz en los de su tipo.
Formó parte de la expedición a la Antártida de 1961-1962 junto al ARA General San Martín, al ARA Bahía Aguirre, y al ARA Chiriguano.
Participó en los dos conflictos armados en los que participó Argentina en la década de 1970. En 1978 participó del Conflicto del Beagle formando parte como apoyo, del segundo grupo de operaciones.
También participó en la Guerra de las Malvinas desde el comienzo del conflicto. En medio de las operaciones, mientras el Punta Médanos navegaba al norte de Malvinas, fue perdiendo capacidad de producir vapor mientras se le iban fundiendo tubos de la caldera quedando finalmente al garete. Frente a esta situación el rompehielos ARA Almirante Irízar recibió la orden de asistirlo y remolcarlo a fin de conducirlo a la Base Naval Puerto Belgrano para su reparación.
El Punta Médanos pudo ser remolcado hasta Puerto Madryn donde no pudo ser reparado durante el conflicto.
Finalizadas las hostilidades pudo ser remolcado a Puerto Belgrano donde fue dado de baja.